# Liste von Bergen in Asien

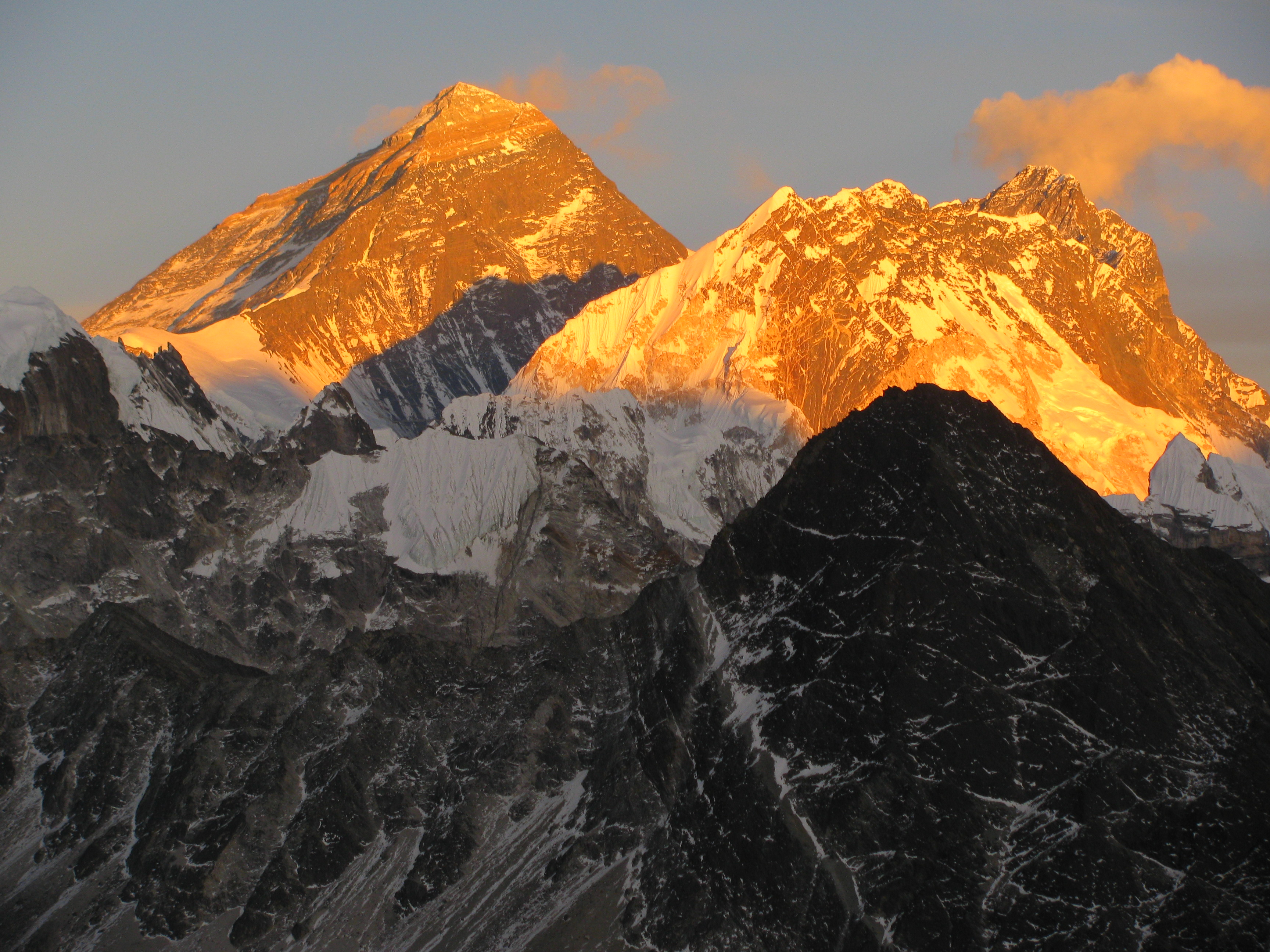
Höchster Berg Asiens, zugleich der höchste Berg der Erde: Der Mount Everest

In dieser Liste werden die höchsten Berge Asiens geführt. Enthalten sind alle Erhebungen mit einer Schartenhöhe von mindestens 500 Metern. Die Liste ist vollständig in dem Bereich von 7200 bis 8848 Metern Höhe über dem Meeresspiegel. Damit ist die Liste deckungsgleich mit einer Liste der höchsten Berge der Erde. Der höchste Berg außerhalb Asiens ist der 6961 Meter hohe Aconcagua in den argentinischen Anden.
Siehe auch: Höchster Berg
Die hier gelisteten Berge verteilen sich auf die Gebirge Karakorum (48 Berge), Himalaya (47 Berge), Hindukusch und Pamir (je 4 Berge) sowie Daxue Shan, Tian Shan und Zentraltibet (je 1 Berg). In einer weiteren Liste werden die höchsten Berge anderer asiatischer Gebirge aufgeführt.

## Begriffe
Als Berge gelten alle Erhebungen, die mindestens 500 Meter höher sind, als der höchste angrenzende Pass, der zum nächsthöheren Berg führt. Alle anderen Erhebungen gelten als Nebengipfel und werden nicht in der Liste geführt. Der Begriff Schartenhöhe bezeichnet die Höhendifferenz zwischen einem Berggipfel und der höchstgelegenen Einschartung. Unter Scharte ist ein Grateinschnitt zwischen zwei Gipfeln zu verstehen.

## Berge
Legende
- Rang: Rang, den der Gipfel unter den höchsten Bergen Asiens einnimmt
- Gipfel: Name
- Höhe: Höhe des Berges in Meter
- Staat: Staat, in dem der Berg liegt
- Gebirge: Gebirge, zu dem der Berg gehört
- Gebirgszug: Untergliederung des Gebirges
- Erstbesteigung: Namen der Erstbesteiger mit Datum
- Bild: Bild des Berges

| Rang | Gipfel                                         | Höhe in m | Staat                | Gebirge      | Gebirgszug               | Erstbesteigung | Bild                                                 |
| ---- | ---------------------------------------------- | --------- | -------------------- | ------------ | ------------------------ | --- | ---------------------------------------------------- |
| 001  | Mount Everest                                  | 8848      | Nepal/China (Tibet)  | Himalaya     | Mahalangur Himal         | 29. Mai 1953 Edmund Hillary, Tenzing Norgay | Mount Everest (links) von Südwesten                  |
| 002  | K2                                             | 8611      | Pakistan/China       | Karakorum    | Baltoro Muztagh          | 31. Juli 1954 Achille Compagnoni, Lino Lacedelli | K2 Nordseite                                         |
| 003  | Kangchendzönga                                 | 8586      | Nepal/Indien         | Himalaya     | Kangchendzönga Himal     | 25. Mai 1955 George Band, Joe Brown | Blick aus Südwesten auf den Kangchendzönga           |
| 004  | Lhotse                                         | 8516      | Nepal/China          | Himalaya     | Mahalangur Himal         | 18. Mai 1956 Fritz Luchsinger, Ernst Reiss | Lhotse Südseite                                      |
| 005  | Makalu                                         | 8485      | Nepal/China          | Himalaya     | Mahalangur Himal         | 15. Mai 1955 Lionel Terray, Jean Couzy | Makalu aus Südwesten gesehen                         |
| 006  | Cho Oyu                                        | 8188      | Nepal/China          | Himalaya     | Mahalangur Himal         | 19. Okt. 1954 Josef Jöchler, Herbert Tichy, Pasang Dawa Lama | Blick von Nordnordwest auf den Cho Oyu               |
| 007  | Dhaulagiri I                                   | 8167      | Nepal                | Himalaya     | Dhaulagiri Himal         | 13. Mai 1960 Kurt Diemberger, Nawang Dorje, Ernst Forrer, Albin Schelbert, Peter Diener, Nyima Dorje                                                                           | Dhaulagiri aus Südsüdost                             |
| 008  | Manaslu                                        | 8163      | Nepal                | Himalaya     | Mansiri Himal            | 9. Mai 1956 Gyalzen Norbu, Toshio Imanishi | Manaslu und Ostgipfel (rechts)                       |
| 009  | Nanga Parbat                                   | 8125      | Pakistan             | Himalaya     |                          | 3. Juli 1953 Hermann Buhl | Luftbild des Nanga Parbat, Blick auf die Westseite   |
| 010  | Annapurna I                                    | 8091      | Nepal                | Himalaya     | Annapurna Himal          | 3. Juni 1950 Louis Lachenal, Maurice Herzog | Annapurna Südwand                                    |
| 011  | Gasherbrum I                                   | 8080      | Pakistan/China       | Karakorum    | Baltoro Muztagh          | 5. Juli 1958 Peter K. Schoening, Andrew J. Kauffman | Hidden Peak Westseite                                |
| 012  | Broad Peak                                     | 8051      | Pakistan/China       | Karakorum    | Baltoro Muztagh          | 9. Juni 1957 Hermann Buhl, Kurt Diemberger, Marcus Schmuck, Fritz Wintersteller                                                                                                | Blick aus Westen auf Broad Peak                      |
| 013  | Gasherbrum II                                  | 8034      | Pakistan/China       | Karakorum    | Baltoro Muztagh          | 7. Juli 1956 Fritz Moravec, Josef Larch, Hans Willenpart | Gasherbrum II Südwestseite                           |
| 014  | Shishapangma                                   | 8027      | China (Tibet)        | Himalaya     | Jugal Himal              | 2. Mai 1964 Xu Jing, Zhang Junyan, Wang Fuzhou, Chen San, Cheng Tianliang, Wu Zongyue, Sodnam Dorji, Minar Trashi, Dorji, Tontan                                               | Luftbild des Shishapangma, Blick aus Osten           |
| 015  | Gyachung Kang                                  | 7952      | Nepal/China (Tibet)  | Himalaya     | Mahalangur Himal         | 10. Apr. 1964 Yukihiko Kato, Kiyondo Sakeisawa, Pasang Phutar III | Gyachung Kang                                        |
| 016  | Annapurna II                                   | 7937      | Nepal                | Himalaya     | Annapurna Himal          | 17. Mai 1960 Chris Bonington, Ang Nyima, Richard H. Grant | Annapurna II (rechts)                                |
| 017  | Gasherbrum IV                                  | 7932      | Pakistan             | Karakorum    | Baltoro Muztagh          | 6. Aug. 1958 Walter Bonatti, Carlo Mauri | Gasherbrum IV (links)                                |
| 018  | Himal Chuli                                    | 7893      | Nepal                | Himalaya     | Mansiri Himal            | 24. Mai 1960 Hisashi Tanabe, Masahiro Harada | Himal Chuli                                          |
| 019  | Distaghil Sar                                  | 7885      | Pakistan             | Karakorum    | Hispar Muztagh           | 9. Juni 1960 Günther Stärker, Diether Marchart | Distaghil Sar aus dem Weltraum                       |
| 020  | Ngadi Chuli                                    | 7871      | Nepal                | Himalaya     | Mansiri Himal            | 8. Mai 1979 Ryszard Gajewski, Maciej Pawlikowski; nicht bestätigte Besteigung 1970                                                                                             | Ngadi Chuli (rechts)                                 |
| 021  | Kunyang Chhish                                 | 7852      | Pakistan             | Karakorum    | Hispar Muztagh           | 26. Aug. 1971 Zygmunt Heinrich, Jan Stryczynski, Ryszard Szafirski, Andrzej Zawada                                                                                             | Kunyang Chhish links in der Mitte                    |
| 022  | Masherbrum                                     | 7821      | Pakistan             | Karakorum    | Masherbrum-Berge         | 6. Juli 1960 George Irving Bell, Willi Unsoeld | Der Masherbrum                                       |
| 023  | Nanda Devi                                     | 7816      | Indien               | Himalaya     | Nanda-Devi-Gruppe        | 29. Aug. 1936 Noel Odell, Bill Tilman | Die Nanda Devi                                       |
| 024  | Chomo Lönzo                                    | 7804      | China (Tibet)        | Himalaya     | Mahalangur Himal         | 30. Okt. 1954 Jean Couzy, Lionel Terray | Chomo Lönzo (links)                                  |
| 025  | Batura Sar                                     | 7795      | Pakistan             | Karakorum    | Batura Muztagh           | 30. Juni 1976 Hubert Bleicher, Herbert Oberhofer | Batura Sar (Hauptgipfel markiert)                    |
| 026  | Rakaposhi                                      | 7788      | Pakistan             | Karakorum    | Rakaposhi-Haramosh-Berge | 25. Juni 1958 Michael Banks, Tom Patey | Der Rakaposhi                                        |
| 027  | Namcha Barwa                                   | 7782      | China (Tibet)        | Himalaya     | Assam Himal              | 30. Okt. 1992 Bianba Zaxi und andere | Namcha Barwa von Westen                              |
| 028  | Kanjut Sar I                                   | 7760      | Pakistan             | Karakorum    | Hispar Muztagh           | 19. Juli 1959 Camillo Pellissier | Kanjut Sar in der Bildmitte                          |
| 029  | Kamet                                          | 7756      | Indien               | Himalaya     | Kamet-Gruppe             | 21. Juni 1931 Frank Smythe, Eric Shipton, R. L. Holdsworth, Lewa Sherpa | Kamet                                                |
| 030  | Dhaulagiri II                                  | 7751      | Nepal                | Himalaya     | Dhaulagiri Himal         | 18. Mai 1971 Ronald Fear, Adolf Huber, Adolf Weißensteiner, Jangbu | Dhaulagiri II links im Bild                          |
| 031  | Saltoro Kangri                                 | 7742      | Pakistan             | Karakorum    | Saltoro-Berge            | 24. Jan. 1962 Atsuo Saito, Yasuo Takamura, R. A. Bashir | Saltoro Kangri (links)                               |
| 032  | Jannu (Kumbhakarna)                            | 7711      | Nepal                | Himalaya     | Kangchendzönga Himal     | 28. Apr. 1962 Robert Paragot, Paul Kellar, René Desmaison, Gyalzen Mitchu | Jannu von Süden                                      |
| 033  | Tirich Mir                                     | 7708      | Pakistan             | Hindukusch   |                          | 22. Juli 1950 Per Kvernberg | Tirich Mir von Süden (Chitral)                       |
| 034  | Gurla Mandhata I                               | 7694      | China (Tibet)        | Himalaya     | Nalakankar Himal         | 26. Mai 1985 Cirenuoji, Jiabu, Jin Junxi, K. Matsubayashi, Song Zhiyu, K. Suita, Y. Suita, T. Wada                                                                             | Gurla Mandhata                                       |
| 035  | Saser Kangri I                                 | 7672      | Indien               | Karakorum    | Saser Muztagh            | 5. Juni 1973 Expedition der indisch-tibet. Grenzpolizei | Saser Kangri                                         |
| 036  | Chogolisa                                      | 7668      | Pakistan             | Karakorum    | Masherbrum-Berge         | 2. Aug. 1975 Fred Pressl und Gustav Ammerer | Chogolisa links im Bild                              |
| 037  | Kongur Shan                                    | 7649      | China (Xinjiang)     | Pamir        |                          | 12. Juli 1981 Chris Bonington, Al Rouse, Peter Boardman, Joe Tasker | Der Kongur                                           |
| 038  | Shispare                                       | 7611      | Pakistan             | Karakorum    | Batura Muztagh           | 21. Juli 1974 Hubert Bleicher, Leszek Cichy, Herbert Oberhofer, Marek Grochowski, Jan Holnicki-Szulc, Andrzej Mlynarczyk, Jacek Poreba                                         | Shispare hinten in der Mitte                         |
| 039  | Trivor                                         | 7577      | Pakistan             | Karakorum    | Hispar Muztagh           | 17. Aug. 1960 Wilfrid Noyce, Jack Sadler | Trivor (im Hintergrund)                              |
| 040  | Gangkhar Puensum                               | 7570      | Bhutan/China (Tibet) | Himalaya     |                          | unbestiegen | Gangkhar Puensum                                     |
| 041  | Minya Konka (Gongga Shan)                      | 7556      | China (Sichuan)      | Daxue Shan   |                          | 28. Okt. 1932 Richard Burdsall, Terris Moore | Gongga Shan                                          |
| 042  | Annapurna III                                  | 7555      | Nepal                | Himalaya     | Annapurna Himal          | 6. Mai 1961 Indische Armeeexpedition: Mohan Singh Kohli, Sonam Gyatso, Sonam Girmi                                                                                             | Annapurna III (links der Bildmitte)                  |
| 043  | Skyang Kangri                                  | 7545      | Pakistan/China       | Karakorum    | Baltoro Muztagh          | 11. Aug. 1976 Yoshioki Fujioji, Hideki Nagata | Skyang Kangri                                        |
| 044  | Kula Kangri                                    | 7538      | China (Tibet)        | Himalaya     |                          | 21. Apr. 1986 C. Itani, J. Sakamoto, H. Ozaki, E. Ohtani | Kula Kangri im Hintergrund                           |
| 045  | Yukshin Gardan Sar                             | 7530      | Pakistan             | Karakorum    | Hispar Muztagh           | 26. Juni 1984 Willi Bauer, Walter Bergmayr, Willi Brandecker, Reinhard Streif                                                                                                  | Yukshin Gardan Sar links im Bild                     |
| 046  | Kongur Jiubie                                  | 7530      | China (Xinjiang)     | Pamir        |                          | 16. Aug. 1956 Sowjet.-chines. Expedition unter der Leitung von Jewgeni Belezki                                                                                                 | Kongur Jiubie (hinten rechts)                        |
| 047  | Saser Kangri II                                | 7518      | Indien               | Karakorum    | Saser Muztagh            | 24. Aug. 2011 Mark Richey, Steve Swenson, Freddie Wilkinson | Saser Kangri II (knapp links der Bildmitte)          |
| 048  | Mamostong Kangri                               | 7516      | Indien               | Karakorum    | Rimo Muztagh             | 13. Sep. 1984 N. Yamada, K. Yoshida, R. Sharma, P. Das, H. Chauhan |                                                      |
| 049  | Muztagata                                      | 7509      | China (Xinjiang)     | Pamir        |                          | 31. Juli 1956 Witali Abalakow, Qu Yinhua | Muztagata                                            |
| 050  | Pik Imeni Ismail Samani                        | 7495      | Tadschikistan        | Pamir        |                          | 3. Sep. 1933 Jewgeni Abalakow |                                                      |
| 051  | Saser Kangri III                               | 7495      | Indien               | Karakorum    | Saser Muztagh            | 15. Mai 1986 Indische Expedition | Saser Kangri III (ganz links), in der Mitte S.K. II  |
| 052  | Noshak                                         | 7492      | Pakistan/Afghanistan | Hindukusch   |                          | 17. Aug. 1960 Toshiaki Sakai, Goro Iwatsuboa | Noshak                                               |
| 053  | Pumari Chhish                                  | 7492      | Pakistan             | Karakorum    | Hispar Muztagh           | 12. Juni 1979 S. Chiba, K. Minami, M. Ohashi, H. Yokoyama | Pumari Chhish oben in der Mitte                      |
| 054  | Pasu Sar                                       | 7478      | Pakistan             | Karakorum    | Batura Muztagh           | 7. Aug. 1994 Max Wallner, Dirk Naumann, Ralf Lehmann, Volker Wurnig | Pasu Sar (rechts)                                    |
| 055  | Jongsang Ri                                    | 7462      | Nepal/China (Tibet)  | Himalaya     | Janak Himal              | 3. Juni 1930 Hermann Hoerlin, Erwin Schneider, Frank Smythe, Ulrich Wieland, Marcel Kurz, Tsering Norbu, G. O. Dyhrenfurth, Lewa                                               |                                                      |
| 056  | Gangapurna                                     | 7455      | Nepal                | Himalaya     | Annapurna Himal          | 6. Mai 1965 Günter Hauser, Klaus Ekkerlein, Ludwig Greißl, Hermann Köllensperger, Erich Reismüller, Ang Temba, Phu Dorje II                                                    | Gangapurna (rechts)                                  |
| 057  | Malubiting                                     | 7453      | Pakistan             | Karakorum    | Rakaposhi-Haramosh-Berge | 23. Aug. 1971 Kurt Pirker, Hanns Schell, Horst Schindlbacher, Hilmar Sturm | Malubiting                                           |
| 058  | Teram Kangri I                                 | 7441      | Indien/China         | Karakorum    | Siachen Muztagh          | 12. Aug. 1975 Kazuo Kodaka, Yasunori Kobayashi |                                                      |
| 059  | Dschengisch Tschokusu (Pik Pobeda)             | 7439      | Kirgisistan/China    | Tian Shan    |                          | 1956 Witali Abalakow und Gefährten | Dschengisch Tschokusu                                |
| 060  | K12                                            | 7428      | Indien               | Karakorum    | Saltoro-Berge            | 30. Aug. 1974 Shinichi Takagi und Tsutomu Ito (Japan) |                                                      |
| 061  | Sia Kangri                                     | 7424      | Pakistan             | Karakorum    | Siachen Muztagh          | 12. Aug. 1934 Albert Höcht, Hans Ertl | Sia Kangri bei Nacht                                 |
| 062  | Yangra Kangri (Ganesh I)                       | 7422      | Nepal/China          | Himalaya     | Ganesh Himal             | 24. Okt. 1955 Eric Guachet, Claude Kogan, Raymond Lambert | Yangra Kangri, 2. v. r.                              |
| 063  | Kabru                                          | 7412      | Indien/Nepal         | Himalaya     | Kangchendzönga Himal     | 12. Mai 1994 Indische Armeeexpedition | Kabru                                                |
| 064  | Skil Brum                                      | 7410      | Pakistan/China       | Karakorum    | Baltoro Muztagh          | 19. Juni 1957 Marcus Schmuck, Fritz Wintersteller |                                                      |
| 065  | Haramosh                                       | 7406      | Pakistan             | Karakorum    | Rakaposhi-Haramosh-Berge | 4. Aug. 1958 Heinrich Roiss, Stefan Pauer, Franz Mandl |                                                      |
| 066  | Istor-o-Nal                                    | 7403      | Pakistan             | Hindukusch   |                          | 12. Aug. 1969 Jose Manuel Anglada, Juan Cerda, Emilio Civis, Jorge Pons | Istor-o-Nal                                          |
| 067  | Ghent Kangri I                                 | 7401      | Indien               | Karakorum    | Saltoro-Berge            | 4. Juli 1961 Wolfgang Axt |                                                      |
| 068  | Ultar Sar                                      | 7388      | Pakistan             | Karakorum    | Batura Muztagh           | 11. Juli 1996 Akito Yamazaki, Kiyoshi Matsuoka | Ultar Sar                                            |
| 069  | Rimo Kangri I                                  | 7385      | Indien               | Karakorum    | Rimo Muztagh             | 28. Juli 1988 Nima Dorje Sherpa, Tsewang Smanla, Yoshio Ogata, Hideki Yoshida                                                                                                  |                                                      |
| 070  | Churen Himal                                   | 7385      | Nepal                | Himalaya     | Dhaulagiri Himal         | 24. Okt. 1970 Masayoshi Fukui, Kozo Hasegawa |                                                      |
| 071  | Sherpi Kangri                                  | 7380      | Indien               | Karakorum    | Saltoro-Berge            | 10. Aug. 1976 T. Inoue, S. Ogata |                                                      |
| 072  | Lapche Kang I                                  | 7367      | China (Tibet)        | Himalaya     | Lapche Himal             | 26. Okt. 1987 Chinesisch-Japanische Expedition, die Japaner Hidekatsu Furukawa, Keiichi Sudo, Osamu Tanabe und Ataru Deuchi sowie die Tibeter Wanjia, Diaqiog, Gyala und Lhaji | Lapche Kang II (Hintergrund Mitte)                   |
| 073  | Kirat Chuli (Tent Peak)                        | 7362      | Nepal/Indien         | Himalaya     | Kangchendzönga Himal     | 29. Mai 1939 Ernst Grob, Herbert Paidar, Ludwig Schmaderer | Kirat Chuli (links)                                  |
| 074  | Momhil Sar                                     | 7343      | Pakistan             | Karakorum    | Hispar Muztagh           | 29. Juni 1964 Rudolf Pischinger, Hans Schell, Horst Schindlbacher, Leo Schlommer, Rolf Widerhofer                                                                              | Momhil Sar                                           |
| 075  | Saraghrar I                                    | 7338      | Pakistan             | Hindukusch   |                          | 24. Aug. 1959 Franco Alletto, Giancarlo Castelli, Paolo Consiglio, Fosco Maraini, Betto Pinelli                                                                                | Saraghrar                                            |
| 076  | Yutmaru Sar                                    | 7330      | Pakistan             | Karakorum    | Hispar Muztagh           | 23. Juli 1980 M. Motegi, T. Sugimoto und M. Watanabe |                                                      |
| 077  | Chomolhari                                     | 7326      | Bhutan/China         | Himalaya     |                          | 21. Mai 1937 Freddie Spencer Chapman, Pasang Dawa Lama | Chomolhari über der Steppe von Phari                 |
| 078  | Chamlang                                       | 7321      | Nepal                | Himalaya     | Mahalangur Himal         | 31. Mai 1962 Soh Anma, Pasang Phutar | Chamlang                                             |
| 079  | Chongtar Kangri I                              | 7315      | China                | Karakorum    | Baltoro Muztagh          | 8. Sep. 1994 Greg Mortimer, Luke Trihey, Colin Monteath |                                                      |
| 080  | Baltoro Kangri III                             | 7312      | Pakistan             | Karakorum    | Masherbrum-Berge         | 4. Aug. 1963 Japan. Expedition | Baltoro Kangri                                       |
| 081  | Siguang Ri                                     | 7309      | China (Tibet)        | Himalaya     | Mahalangur Himal         | 21. Apr. 1989 Takashi Okuda, Takashi Miki |                                                      |
| 082  | Gang Benchen                                   | 7299      | China (Tibet)        | Himalaya     | Langtang Himal           | 21. Apr. 1982 Japan. Expedition | Gang Benchen                                         |
| 083  | Huang Guan Shan (The Crown)                    | 7295      | China                | Karakorum    | Yengisogat (Wesm-Berge)  | 22. Juli 1993 Akito Yamasaki, Yasuyuki Aritomi, Kazuo Tokushima | Huang Guan Shan (links unten)                        |
| 084  | Gyala Peri                                     | 7294      | China (Tibet)        | Zentraltibet |                          | 31. Okt. 1986 Y. Hashimoto, H. Imamura, Y. Ogata | Gyala Peri                                           |
| 085  | Porong Ri                                      | 7292      | China (Tibet)        | Himalaya     | Jugal Himal              | 17. Mai 1982 Yukio Eto, Minoru Wada |                                                      |
| 086  | Baintha Brakk (The Ogre)                       | 7285      | Pakistan             | Karakorum    | Panmah Muztagh           | 13. Juli 1977 Chris Bonington, Doug Scott | Der Ogre (Mitte)                                     |
| 087  | K6 (Baltistan Peak)                            | 7282      | Pakistan             | Karakorum    | Masherbrum-Berge         | 17. Juli 1970 Christian von der Hecken, Gerhard Haberl, Eduard Koblmüller, Gerd Pressl                                                                                         | K6 (Mitte)                                           |
| 088  | Muztagh Tower                                  | 7276      | Pakistan/China       | Karakorum    | Baltoro Muztagh          | 6. Juli 1956 Joe Brown, John Hartog, Ian McNaught-Davis, Tom Patey | Muztagh Tower                                        |
| 089  | Mana I                                         | 7272      | Indien               | Himalaya     | Kamet-Gruppe             | 12. Aug. 1937 Frank Smythe |                                                      |
| 090  | Diran                                          | 7266      | Pakistan             | Karakorum    | Rakaposhi-Haramosh-Berge | 17. Aug. 1968 Rainer Göschl, Rudolf Pischinger, Hanns Schell | Diran                                                |
| 091  | Lapche Kang III                                | 7250      | China (Tibet)        | Himalaya     | Lapche Himal             | unbestiegen | Lapche Kang III (im Hintergrund links der Bildmitte) |
| 092  | Putha Hiunchuli                                | 7246      | Nepal                | Himalaya     | Dhaulagiri Himal         | 11. Nov. 1954 Ang Nyima, James Roberts | Putha                                                |
| 093  | Apsarasas Kangri I                             | 7243      | Indien/China         | Karakorum    | Siachen Muztagh          | Aug. 1976 Japan. Expedition |                                                      |
| 094  | Mukut Parbat                                   | 7242      | China/Tibet          | Himalaya     | Kamet-Gruppe             | 11. Juli 1951 Harold Earle Riddiford, Ed Cotter, Pasang Dawa Lama |                                                      |
| 095  | Rimo Kangri III                                | 7233      | Indien               | Karakorum    | Rimo Muztagh             | 14. Juli 1985 Dave Wilkinson, Jim Fotheringham |                                                      |
| 096  | Langtang Lirung                                | 7227      | Nepal/China          | Himalaya     | Langtang Himal           | 24. Okt. 1978 Seishi Wada, Pemba Tsering | Der Langtang Lirung                                  |
| 097  | Karjiang I                                     | 7221      | China (Tibet)        | Himalaya     | Kula Kangri              | unbestiegen |                                                      |
| 098  | Annapurna Dakshin                              | 7219      | Nepal                | Himalaya     | Annapurna Himal          | 15. Okt. 1964 Shoichiro Uyeo, Mingma Tsering | Annapurna Süd (A. Dakshin), rechts                   |
| 099  | Khartaphu                                      | 7213      | China (Tibet)        | Himalaya     | Mahalangur Himal         | 18. Juli 1935 Eric Shipton, Edwin Kempson, Charles Warren |                                                      |
| 100  | Tongshanjiabu                                  | 7207      | Bhutan/China         | Himalaya     |                          | unbestiegen |                                                      |
| 101  | Malangutti Sar                                 | 7207      | Pakistan             | Karakorum    | Hispar Muztagh           | 12. Aug. 1985 Tadao Sugimoto, Kengo Nakahara, Yasushi Muranaka, Ang Nima Sherpa                                                                                                |                                                      |
| 102  | Norin Kang (Ningchin Kangsha, Noijin Kangsang) | 7206      | China (Tibet)        | Himalaya     | Lhagoi-Kangri-Gürtel     | 28. Apr. 1986 Chines. Expedition | Norin Kang                                           |
| 103  | Langtang Ri                                    | 7205      | Nepal/China (Tibet)  | Himalaya     | Langtang Himal           | 10. Okt. 1981 Japan. Expedition |                                                      |
| 104  | Kangphu Kang I                                 | 7204      | Bhutan/China (Tibet) | Himalaya     |                          | 29. Sep. 2002 Südkorean. Expedition |                                                      |
| 105  | Lupghar Sar (Mittelgipfel)                     | 7200      | Pakistan             | Karakorum    | Hispar Muztagh           | 4. Aug. 1979 Japan. Expedition | Der Lupghar Sar aus dem Hunza-Tal gesehen            |

## Die höchsten Berge weiterer asiatischer Gebirge
| Höhe in m | Name des Berges                 | Gebirge                         | Staat                 | Anmerkungen                                                                        |
| --------- | ------------------------------- | ------------------------------- | --------------------- | ---------------------------------------------------------------------------------- |
| 7167      | Liushi Shan                     | Kunlun                          | VR China              | –                                                                                  |
| 7162      | Nyainqêntanglha                 | Transhimalaya (Nyainqêntanglha) | VR China (Tibet)      | –                                                                                  |
| 6346      | Shule Shan                      | Nan Shan                        | VR China              | –                                                                                  |
| 6295      | Sulamutag                       | Altun Shan                      | VR China              | –                                                                                  |
| 5881      | Hkakabo Razi                    | Osthimalaya                     | Myanmar / VR China    | Höchster Berg Südostasiens                                                         |
| 5642      | Elbrus                          | Großer Kaukasus                 | Russland              | Es ist umstritten, ob der Elbrus auf europäischem Boden steht oder zu Asien zählt. |
| 5604      | Damawand                        | Elburs-Gebirge                  | Iran                  | –                                                                                  |
| 5137      | Ararat                          | Armenisches Hochland            | Türkei                | –                                                                                  |
| 4750      | Kljutschewskaja Sopka           | Halbinsel Kamtschatka           | Russland              | –                                                                                  |
| 4548      | Zard Kuh                        | Zagrosgebirge                   | Iran                  | –                                                                                  |
| 4506      | Belucha                         | Russischer Altai                | Russland / Kasachstan | –                                                                                  |
| 4374      | Chüiten-Gipfel (Tavan Bogd Uul) | Mongolischer Altai              | Mongolei / VR China   | –                                                                                  |
| 4095      | Kinabalu                        | Insel Borneo                    | Malaysia              |                                                                                    |
| 4058      | Süphan Dağı                     | Taurusgebirge                   | Türkei                | –                                                                                  |
| 3997      | Yushan                          | Insel Taiwan                    | Taiwan                | –                                                                                  |
| 3957      | Ich Bogd Uul                    | Gobi-Altai                      | Mongolei              | –                                                                                  |
| 3932      | Kaçkar Dağı                     | Ostpontisches Gebirge           | Türkei                | –                                                                                  |
| 3805      | Kerinchi                        | Insel Sumatra                   | Indonesien            | –                                                                                  |
| 3776      | Fuji-San                        | Insel Honshu                    | Japan                 | –                                                                                  |
| 3726      | Rinjani                         | Insel Lombok                    | Indonesien            | –                                                                                  |
| 3676      | Semeru                          | Insel Java                      | Indonesien            | –                                                                                  |